# Имамалиев, Таджидин
Таджиди́н Имамали́ев (тадж. Тоҷидин Имомалиев; 1930—1998) — советский геолог, бригадир комплексной горнопроходческой бригады Адрасманской геологоразведочной партии Управления геологии и охраны недр при Совете Министров Таджикской ССР, Герой Социалистического Труда (1963).
Родился 7 марта 1930 года в кишлаке Кулиходжа Аштского района Таджикской ССР (ныне Аштского района Согдийской области Таджикистана) в семье землевладельца.
Указом Президиума Верховного Совета СССР от 29 апреля 1963 года за выдающиеся успехи, достигнуты в деле открытия и разведки месторождений полезных ископаемых, Имамалиеву Таджидину присвоено звание Героя Социалистического Труда с вручением ордена Ленина и золотой медали «Серп и Молот».
Умер 24 декабря 1998 года в родном кишлаке.